# Órmos Agíou Ioánnou (Tínos)
Órmos Agíou Ioánnou, en grec moderne : Όρμος Αγίου Ιωάννου, est un village de l'île de Tínos, en Égée-Méridionale, Grèce. 
Selon le recensement de 2011, la population du village s'élève à 50 habitants.